# Aethalops alecto
Aethalops alecto hay dơi trái cây lùn là một loài động vật có vú trong họ Pteropodidae, bộ Dơi. Loài này được Thomas mô tả năm 1923.